# Die Morde des Herrn ABC (Film)
Die Morde des Herrn ABC (Originaltitel: The Alphabet Murders) ist ein Kriminalfilm aus dem Jahr 1965. Er basiert frei auf dem gleichnamigen Roman der britischen Autorin Agatha Christie.

## Handlung
Albert Aachen ist ein Clown mit einem einzigartigen Tauchakt. Er wird tot aufgefunden, die Mordwaffe ist ein Giftpfeil. Als eine Frau namens Betty Barnard das nächste Opfer wird, vermutet der Detektiv Hercule Poirot, dass Sir Carmichael Clarke in großer Gefahr sein könnte, das der Mörder möglicherweise seine Opfer alphabetisch nach ihren Vornamen aussucht.
Während Poirot und Captain Hastings das Verbrechen untersuchen, wird eine Dame mit einem interessanten Monogramm namens Amanda Beatrice Cross (ABC) in den Mittelpunkt ihrer Ermittlungen gerückt, bis Cross ihr Leben durch einen Sprung in die Themse beendet.

## Produktion
Die Rolle des Poirot war ursprünglich für Zero Mostel gedacht, aber der Film wurde verzögert, weil Agatha Christie gegen das Drehbuch protestierte. Zu den beanstandeten Punkten gehörte die Absicht des Regisseurs, mit Hercule Poirot eine Schlafzimmerszene zu drehen. Der Film unterscheidet sich erheblich vom Roman und behandelt den Stoff als Komödie. Poirot hat lächerliche Eigenschaften, bleibt aber immer noch ein brillanter Detektiv.
Im Film haben Margaret Rutherford als Miss Marple und Stringer Davis als ihr Freund Mr. Stringer einen Cameo-Auftritt (ab etwa 25:30). Das Paar war zuvor in vier von MGM zwischen 1961 und 1964 produzierten Filmen als diese Figuren aufgetreten. In einem dieser Filme, Der Wachsblumenstrauß, spielte zudem ebenfalls Robert Morley mit, welcher nun in Die Morde des Herrn ABC die Rolle des Captain Hastings übernahm.
Austin Trevor, im Film der Butler Judson, hatte in den frühen 1930er-Jahren in drei britischen Filmen die Rolle des Poirot gespielt: Alibi (1931), Black Coffee (1931) und Lord Edgware Dies (1934).

## Kritik
Leonard Maltin gibt dem Film 2 von 4 Sternen und nennt ihn eine „merkwürdige Adaption“ von Christies Buch. Maltin fährt fort: „Das seltsame Casting von Randall … und ein wenig zu viel Slapstick machen dies mehr zu einer Kuriosität als zu irgendetwas anderem.“
TCM nennt Randalls Poirot „einen Hummler im Inspektor-Clouseau-Stil“ und stellt fest, dass die zweite Folge der Pink Panther-Serie im vergangenen Jahr gut aufgenommen wurde.
Georg Seeßlen befindet: „Zwar hat dieser Film ein für das Genre seltenes Tempo, aber Tashlin konnte an diesem Stoff […] kaum seine Verzahnung von Groteske und sozialer Persiflage entwickeln.“
Für Enno Patalas sind das beste am Film „die Typenzeichnungen und einzelne Gags (…), und der kurze Auftritt von Miss Marple“.

## Belege
1. ↑  Charles Osborne: The Life and Crimes of Agatha Christie. Contemporary Books, 1990, ISBN 978-0-8092-4107-1, S. 116–7.
2. ↑  A.H. Weiler: The Screen: 'Alphabet Murders' Opens. In: nytimes.com. New York Times, 12. Juli 1966, abgerufen am 28. März 2021.
3. ↑  Leonard Maltin: Leonard Maltin's 2014 Movie Guide. Penguin Publishing Group, 2013, ISBN 978-1-101-60955-2, S. n/a (google.com).
4. ↑  TCM, The Alphabet Murders
5. ↑  Georg Seeßlen: Mord im Kino: Geschichte und Mythologie des Detektiv-Films / Filmografie: Georg Seeßlen; Bibliografie: Jürgen Berger. – Rowohlt, Reinbek 1981 (Grundlagen des populären Films; 8. Rororo Sachbuch; 7396), ISBN 3-499-17396-4, S. 147
6. ↑  Enno Patalas: die Morde des Herrn ABC. In: Filmkritik, Nr. 4, München 1966; hier zitiert nach: Georg Seeßlen: Mord im Kino: Geschichte und Mythologie des Detektiv-Films / Filmografie: Georg Seeßlen; Bibliografie: Jürgen Berger. – Rowohlt, Reinbek 1981 (Grundlagen des populären Films; 8. Rororo Sachbuch; 7396), ISBN 3-499-17396-4, S. 147